# Anna Klink
Anna Klink (* 22. März 1995 in Engelskirchen) ist eine deutsche Fußballtorhüterin.

## Karriere

### Vereine
Klink begann beim Wahlscheider SV in Jungenmannschaften mit dem Fußballspielen, für den sie allerdings noch nicht das Tor hütete, sondern als Feldspielerin agierte. 2009 wechselte sie in die Jugendabteilung von Bayer 04 Leverkusen. Mit den B-Juniorinnen schaffte sie 2011 die Qualifikation für die Zwischenrunde zur Deutschen Meisterschaft. Zur Saison 2011/12 wurde sie vorzeitig in die Bundesligamannschaft aufgenommen und war nebenbei weiterhin für die B-Juniorinnen spielberechtigt. Am 2. Oktober 2011 gab sie im Spiel gegen den Hamburger SV ihr Bundesligadebüt, nachdem die etatmäßige Stammtorhüterin Lisa Schmitz mit einer Knieverletzung passen musste. Nach dem Wechsel von Lisa Schmitz zum 1. FFC Turbine Potsdam am Ende der Saison 2014/15 nahm sie deren Platz als neue Stammtorhüterin ein.
Zur Saison 2023/24 wechselt Klink nach insgesamt 14 Jahren und 181 Pflichtspielen für Bayer 04 Leverkusen zum FC Basel in die Schweiz.
Am 16. Juni 2025 wurde ihre Verpflichtung zum FC Bayern München, der sie mit einem Vertrag bis zum 30. Juni 2027 an sich band, bekanntgegeben.

### Nationalmannschaft
Am 11. Mai 2011 war Klink zum ersten und einzigen Mal für eine deutsche Juniorinnenauswahl aktiv, als sie beim 2:0-Erfolg der U16-Nationalmannschaft gegen Italien zur Halbzeit für Teresa Straub eingewechselt wurde. 2014 gehörte sie zum 21-köpfigen Kader für die U20-Weltmeisterschaft in Kanada, die die Mannschaft nach einem 1:0-Finalerfolg gegen die Auswahl Nigerias gewinnen konnte. Klink kam beim Turnier als dritte Torhüterin hinter Meike Kämper und Merle Frohms jedoch nicht zum Einsatz.

## Sonstiges
Klink begann 2013 nach ihrem Abitur bei Bayer eine Ausbildung zur Bürokauffrau und studiert an einer Fernhochschule Ernährungswissenschaften.

## Erfolge
Nationalmannschaft
- U20-Weltmeister 2014

Bayer 04 Leverkusen
- Aufstieg in die Bundesliga 2018
- DFB-Hallenpokal-Sieger 2015